# Dickel
Dickel is een gemeente in de Duitse deelstaat Nedersaksen. De gemeente maakt deel uit van de Samtgemeinde Rehden in het Landkreis Diepholz. Dickel telt 470 inwoners.